# Старскі та Гатч
Старскі та Гатч (англ. Starsky & Hutch) — американський поліційний телесеріал створений продюсером Вільямом Блінном. Транслювався на каналі «ABC» з 30 квітня 1975 до 15 травня 1979 року.

## Синопсис
Двоє поліціянтів з Південної Каліфорнії, які дуже не схожі один на одного, борються з наркодилерами, грабіжниками та іншими злочинцями.

## У ролях

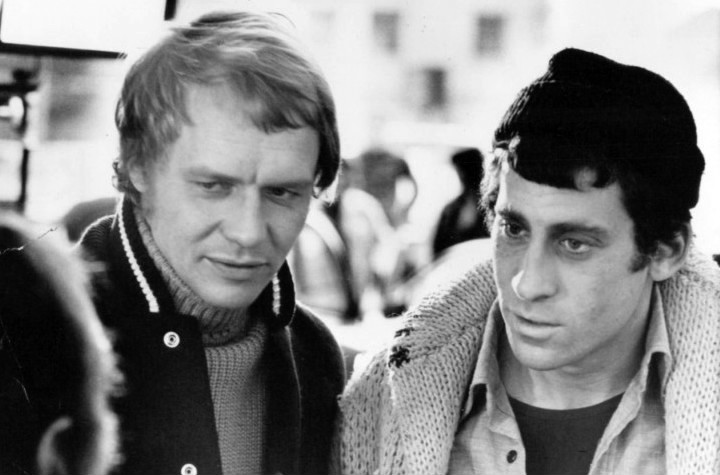
Девід «Дейв» Майкл Старскі та Кен «Гатч» Гатчінсон

Головні
- Пол Майкл Ґлейзер[en] — Девід «Дейв» Майкл Старскі, детектив-сержант поліції
- Девід Соул[en] — Кеннет Кен «Гатч» Гатчінсон, детектив-сержант поліції
- Берні Гамільтон[en] — Гарольд К. Добі, капітан поліції
- Антоніо Фарґас[en] — Гаґґі Бір, інформатор

Повторювані
- Маркі Бей[en] — Мінні Каплан, офіцерка поліції
- Майкл Лернер[en] — Роллі
- Сьюзен Сомерс — Саллі Ен Слоун
- Роберт Лоджа — Бен Форест
- Чарлі Піцерні — Алекс
- Пітер Маклін — Реймонд Макклеллан, суддя
- Даррелл Зверлінґ[en] — містер Тістлман
- Джефф Ґолдблюм — Гаррі Маркгем
- Мелані Ґріффіт — Джулі Макдермотт
- Денні ДеВіто — Джон ДеАрролісо
- Кім Кетролл — Емілі Гаррісон
- Філіпп Майкл Томас — Сент-Жак

## Сезони
| Сезон | Епізоди | Епізоди | Оригінальний показ   | Оригінальний показ  |
| Сезон | Епізоди | Епізоди | Перший показ         | Останній показ      |
| ----- | ------- | ------- | -------------------- | ------------------- |
| 1     | 22      | 22      | 10 вересня 1975 року | 21 квітня 1976 року |
| 2     | 25      | 25      | 25 вересня 1976 року | 16 квітня 1977 року |
| 3     | 23      | 23      | 17 вересня 1977 року | 17 травня 1978 року |
| 4     | 22      | 22      | 12 вересня 1978 року | 15 травня 1979 року |